# Spionagelogger

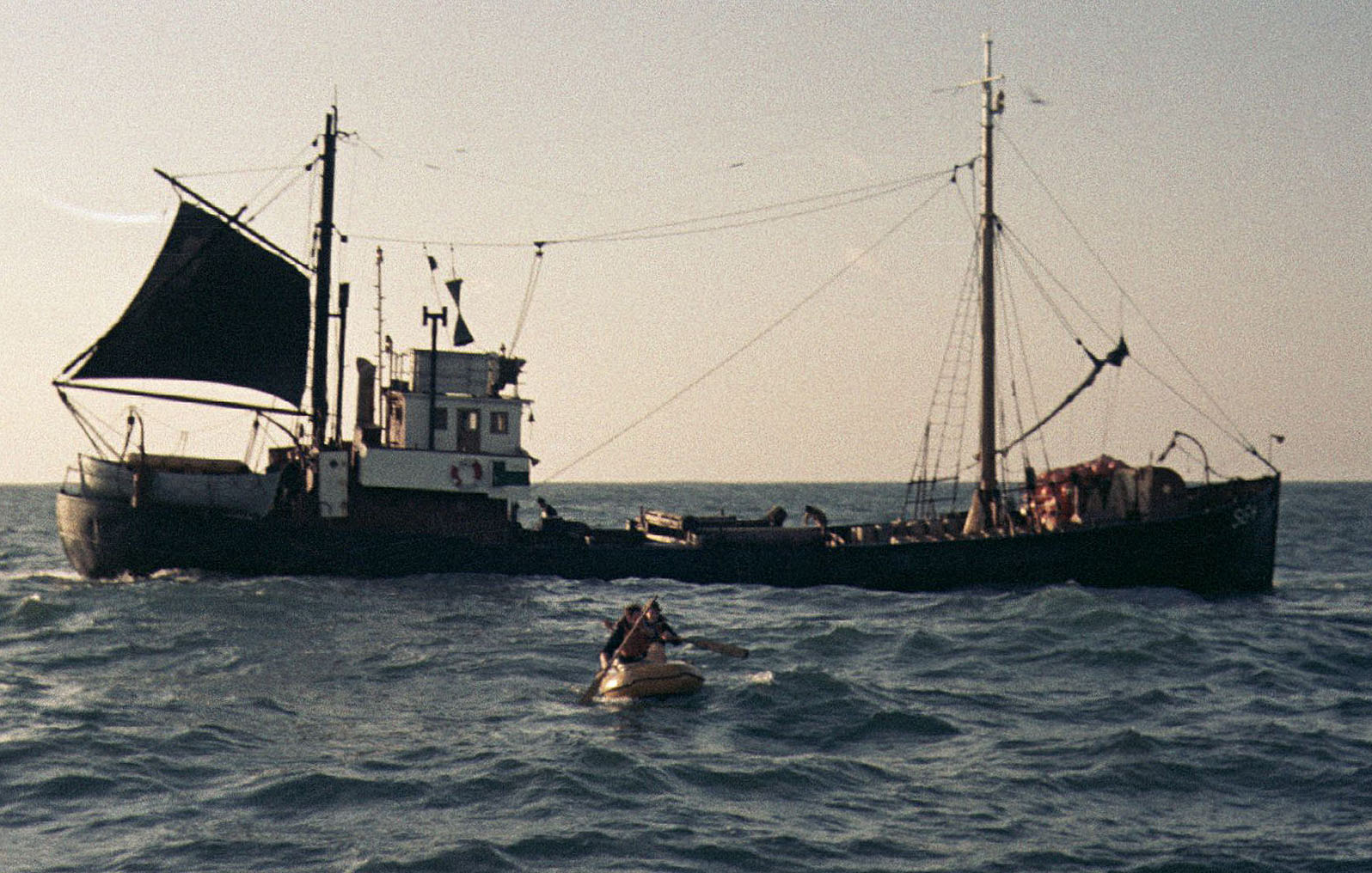
Scheepstype logger

De benaming spionagelogger staat voor Nederlandse vissersschepen waarmee in de Tweede Wereldoorlog, met als dekmantel de Noordzeevisserij, ten behoeve van de Duitse bezetter spionage werd bedreven. Alhoewel spionagelogger verwijst naar het scheepstype logger, werden ook trawlers en in mindere mate kotters, schokkers en botters ingezet voor het bespioneren van geallieerde activiteiten op de Noordzee. 

## Hollandsche Crediet- en Agentuur Maatschappij
De vloot van vissersschepen was in de oorlogsjaren in zijn geheel gestationeerd in IJmuiden. De organisatie van de spionageactiviteiten was door de Duitse Marineabwehr opgedragen aan de Kapitänleutnant Friedrich Carl Heinrich Strauch. Deze bracht de spionageactiviteiten onder in de onderneming Hollandsche Crediet- en Agentuur Maatschappij (H.C.A.M.) waardoor de Abwehr-dienst naar buiten toe buiten het beeld bleef.
Via de Hollandsche Crediet- en Agentuur Maatschappij zocht Strauch contact met pro-Duitse reders in Scheveningen en IJmuiden. Er werden verschillende samenwerkingsverbanden opgericht waarbij Strauch steeds een van de aandeelhouders was. De ingebrachte vissersschepen kregen toestemming en extra faciliteiten om te vissen op de Noordzee. Aan boord bevond zich dan steeds een bewapende Nederlandse vertrouwensman of V-Mann. Deze was door de Abwehr opgeleid tot marconist en deed allerlei observaties over konvooien, Engelse oorlogsschepen en eskaders geallieerde vliegtuigen die hij doorseinde naar een centrale van de Abwehr te Hilversum.  

## Naar Delfzijl
Toen de Noordzeevisserij ultimo 1943 voor de gehele vissersvloot - dus ook voor de spionagevloot - onmogelijk werd, dirigeerde men een aantal schepen naar Delfzijl. Vanuit Delfzijl werd gevist tot medio maart 1945. In de loop van maart 1945 raakten de SCH 65, eigendom van de NV Vischhandel, Reederij en IJsfabriek Vrolijk, en de IJM 263, eigendom van een firma "Jomilou" maar eveneens uitgereed door Vrolijk, vermist. Deze spionageschepen zijn vrijwel zeker door de geallieerden tot zinken gebracht. Na dit gebeuren kwam aan deze vorm van maritieme spionage definitief een eind.

## Engelandvaarders
Op 29 augustus 1942 kaapte de bemanning van de spionagelogger KW 110, 'Karel Gijsbert van Hogendorp', haar eigen schip. Volgens plan week de bemanning daarna als Engelandvaarder met het vissersschip uit naar Engeland. Eerst was onder leiding van de stuurman Jacob de Mos op die bewuste avond in zee de Duitsgezinde schipper Pieter Grootveld sr. overmeesterd. De KW 110, 'Karel van Hoogendorp' was het eigendom van de Katwijkse reder Leendert Parlevliet Az. Genoemde Parlevliet stond in voortdurend contact met het brein achter de spionageloggers, de Abwehrmann en Kapitänleutnant Friedrich Carl Heinrich Strauch. De KW 110 was in overleg tussen Parlevliet, Strauch en de toenmalige schipper Pieter Grootveld sr. schijnbaar uitgereed voor de vleetvisserij op haring maar met de werkelijke bedoeling, maritieme spionage te bedrijven. Volgend op de overrompelde schipper was meteen erna de door de Duitse Abwehr opgeleide V-Mann en marconist Johannes A. Dijkstra aan de beurt. Na deze muiterij voer de KW 110 naar het Engelse West Hartlepool. Mede door verhoren van de aldaar gearresteerde schipper en de meevarende V-Mann kregen de geallieerden steeds meer greep op het fenomeen spionagelogger. De beide mannen werden voor de verdere duur van de oorlog geïnterneerd op het Britse eiland Man.
Het gegeven 'Spionagelogger' kreeg een brede, landelijke, bekendheid door de kaping en door de geslaagde oversteek erna van de bemanning van de KW 110. Zonder deze muiterij zou het gebruik van de Nederlandse vissersschepen door de Duitse Kriegsmarine in de jaren na de Tweede Wereldoorlog wellicht in de vergetelheid zijn geraakt. 

## Spionagevloot
| uit Esbjerg - E 19 - E 436 | uit Katwijk - KW 110 - KW 160 - KW 173 | uit Scheveningen - SCH 65 - SCH 95 - SCH 160 | uit Urk - UK 143 | uit IJmuiden - IJM 3 - IJM 86 - IJM 107 - IJM 111 - IJM 203 | - IJM 209 - IJM 222 - IJM 223 - IJM 224 - IJM 225 - IJM 263 | uit Zoutkamp - ZK 68 |